# Haute-Banio
Haute-Banio é um departamento da província de Nyanga, no Gabão.